# Wereldkampioenschappen schaatsen afstanden 1998
De wereldkampioenschappen afstanden 1998 op de schaats werden van vrijdag 27 tot en met zondag 29 maart gehouden in de Olympic Oval in Calgary, Canada.
Het zou de enige keer zijn dat het WK afstanden in hetzelfde jaar als de Olympische Winterspelen werden georganiseerd. Dit werd besloten om de overvolle schaatskalender te verlichten.

## Schema
Het toernooi werd verreden volgens onderstaand programma.
| Datum                  | Onderdeel                                                                                               |
| ---------------------- | --- |
| vrijdag 27 maart 1998  | 5000 meter mannen 500 meter vrouwen 1e run 500 meter vrouwen 2e run 3000 meter vrouwen                  |
| zaterdag 28 maart 1998 | 500 meter mannen 1e run 500 meter mannen 2e run 1500 meter mannen 1000 meter vrouwen 5000 meter vrouwen |
| zondag 29 maart 1998   | 1000 meter mannen 10.000 meter mannen 1500 meter vrouwen                                                |

## 500 meter mannen
| #      | Schaatser          | Land             | Tijd    | 1e 500m    | 2e 500m    |
| ------ | ------------------ | ---------------- | ------- | ---------- | ---------- |
| Goud   | Hiroyasu Shimizu   | Japan            | 1.10,18 | 35,36 (1)  | 34,82 (1)  |
| Zilver | Sylvain Bouchard   | Canada           | 1.10,68 | 35,47 (2)  | 35,21 (3)  |
| Brons  | Jeremy Wotherspoon | Canada           | 1.10,88 | 35,60 (3)  | 35,28 (4)  |
| 4      | Casey FitzRandolph | Verenigde Staten | 1.11,08 | 35,66 (4)  | 35,42 (5)  |
| 5      | Jan Bos            | Nederland        | 1.11,16 | 35,66 (4)  | 35,50 (6)  |
| 6      | Mike Ireland       | Canada           | 1.11,48 | 36,43 (19) | 35,05 (2)  |
| 7      | Grunde Njøs        | Noorwegen        | 1.11,50 | 35,78 (6)  | 35,72 (8)  |
| 8      | Junichi Inoue      | Japan            | 1.11,58 | 35,95 (9)  | 35,63 (7)  |
| 9      | Pawel Abratkiewicz | Polen            | 1.11,78 | 35,89 (8)  | 35,89 (9)  |
| 10     | Janne Hänninen     | Finland          | 1.11,82 | 35,87 (7)  | 35,95 (10) |

## 1000 meter mannen
| #      | Schaatser           | Land             | Tijd    |
| ------ | ------------------- | ---------------- | ------- |
| Goud   | Sylvain Bouchard    | Canada           | 1.09,60 |
| Zilver | Jeremy Wotherspoon  | Canada           | 1.09,67 |
| Brons  | Hiroyasu Shimizu    | Japan            | 1.09,83 |
| 4      | Jan Bos             | Nederland        | 1.09,88 |
| 5      | Ådne Søndrål        | Noorwegen        | 1.09,98 |
| 6      | Jakko Jan Leeuwangh | Nederland        | 1.10,03 |
| 7      | Christian Breuer    | Duitsland        | 1.10,55 |
| 8      | Casey FitzRandolph  | Verenigde Staten | 1.10,57 |
| 9      | KC Boutiette        | Verenigde Staten | 1.10,80 |
| 10     | Janne Hänninen      | Finland          | 1.10,82 |

## 1500 meter mannen
| #      | Schaatser        | Land             | Tijd    |
| ------ | ---------------- | ---------------- | ------- |
| Goud   | Ådne Søndrål     | Noorwegen        | 1.46,43 |
| Zilver | Ids Postma       | Nederland        | 1.47,08 |
| Brons  | Roberto Sighel   | Italië           | 1.47,47 |
| 4      | Rintje Ritsma    | Nederland        | 1.47,57 |
| 5      | Christian Breuer | Duitsland        | 1.48,15 |
| 6      | Jason Parker     | Canada           | 1.48,46 |
| 7      | Jeroen Straathof | Nederland        | 1.48,49 |
| 8      | Hiroyuki Noake   | Japan            | 1.48,53 |
| 9      | KC Boutiette     | Verenigde Staten | 1.48,55 |
| 10     | Steven Elm       | Canada           | 1.48,70 |

## 5000 meter mannen
| #      | Schaatser       | Land      | Tijd    |
| ------ | --------------- | --------- | ------- |
| Goud   | Gianni Romme    | Nederland | 6.21,49 |
| Zilver | Rintje Ritsma   | Nederland | 6.25,55 |
| Brons  | Bart Veldkamp   | België    | 6.27,58 |
| 4      | Remi Hereide    | Noorwegen | 6.28,87 |
| 5      | Bob de Jong     | Nederland | 6.29,59 |
| 6      | Frank Dittrich  | Duitsland | 6.30,08 |
| 7      | Roberto Sighel  | Italië    | 6.30,23 |
| 8      | Steven Elm      | Canada    | 6.32,77 |
| 9      | Keiji Shirahata | Japan     | 6.33,60 |
| 10     | Brigt Rykkje    | Noorwegen | 6.33,93 |

## 10.000 meter mannen
| #      | Schaatser           | Land        | Tijd     |
| ------ | ------------------- | ----------- | -------- |
| Goud   | Gianni Romme        | Nederland   | 13.08,71 |
| Zilver | Bob de Jong         | Nederland   | 13.22,64 |
| Brons  | Frank Dittrich      | Duitsland   | 13.30,33 |
| 4      | Remi Hereide        | Noorwegen   | 13.31,14 |
| 5      | Bart Veldkamp       | België      | 13.32,52 |
| 6      | Roberto Sighel      | Italië      | 13.36,92 |
| 7      | Martin Feigenwinter | Zwitserland | 13.38,04 |
| 8      | Steven Elm          | Canada      | 13.42,70 |
| 9      | Takahiro Nozaki     | Japan       | 13.43,24 |
| 10     | Kjell Storelid      | Noorwegen   | 13.54,29 |

## 500 meter vrouwen
| #      | Schaatser           | Land             | Tijd    | 1e 500m    | 2e 500m    |
| ------ | ------------------- | ---------------- | ------- | ---------- | ---------- |
| Goud   | Catriona LeMay-Doan | Canada           | 1.15,59 | 37,88 (1)  | 37,71 (1)  |
| Zilver | Svetlana Zjoerova   | Rusland          | 1.16,65 | 38,30 (3)  | 38,35 (3)  |
| Brons  | Tomomi Okazaki      | Japan            | 1.16,68 | 38,27 (2)  | 38,41 (5)  |
| 4      | Susan Auch          | Canada           | 1.16,75 | 38,52 (7)  | 38,23 (2)  |
| 5      | Sabine Völker       | Duitsland        | 1.16,84 | 38,39 (5)  | 38,45 (6)  |
| 6      | Monique Garbrecht   | Duitsland        | 1.16,89 | 38,50 (6)  | 38,39 (4)  |
| 7      | Franziska Schenk    | Duitsland        | 1.16,94 | 38,31 (4)  | 38,63 (7)  |
| 8      | Chris Witty         | Verenigde Staten | 1.17,63 | 38,73 (8)  | 38,90 (9)  |
| 9      | Shiho Kusunose      | Japan            | 1.17,91 | 39,02 (13) | 38,89 (8)  |
| 10     | Michelle Morton     | Canada           | 1.17,98 | 39,01 (12) | 38,97 (10) |

## 1000 meter vrouwen
| #      | Schaatser           | Land             | Tijd    |
| ------ | ------------------- | ---------------- | ------- |
| Goud   | Chris Witty         | Verenigde Staten | 1.14,96 |
| Zilver | Catriona LeMay-Doan | Canada           | 1.15,28 |
| Brons  | Franziska Schenk    | Duitsland        | 1.15,46 |
| 4      | Monique Garbrecht   | Duitsland        | 1.16,05 |
| 5      | Sabine Völker       | Duitsland        | 1.16,28 |
| 6      | Emese Hunyady       | Oostenrijk       | 1.16,58 |
| 7      | Becky Sundstrom     | Verenigde Staten | 1.16,65 |
| 8      | Marianne Timmer     | Nederland        | 1.16,74 |
| 9      | Shiho Kusunose      | Japan            | 1.17,41 |
| 10     | Susan Auch          | Canada           | 1.17,53 |

## 1500 meter vrouwen
| #      | Schaatser                | Land             | Tijd    |
| ------ | ------------------------ | ---------------- | ------- |
| Goud   | Anni Friesinger          | Duitsland        | 1.56,95 |
| Zilver | Gunda Niemann-Stirnemann | Duitsland        | 1.57,20 |
| Brons  | Claudia Pechstein        | Duitsland        | 1.57,30 |
| 4      | Emese Hunyady            | Oostenrijk       | 1.57,64 |
| 5      | Chris Witty              | Verenigde Staten | 1.57,68 |
| 6      | Jennifer Rodriguez       | Verenigde Staten | 1.57,82 |
| 7      | Becky Sundstrom          | Verenigde Staten | 1.58,69 |
| 8      | Annamarie Thomas         | Nederland        | 1.59,02 |
| 9      | Anette Tønsberg          | Noorwegen        | 2.00,10 |
| 10     | Noriko Munekata          | Japan            | 2.00,65 |

## 3000 meter vrouwen
| #      | Schaatser                | Land             | Tijd    |
| ------ | ------------------------ | ---------------- | ------- |
| Goud   | Gunda Niemann-Stirnemann | Duitsland        | 4.01,67 |
| Zilver | Claudia Pechstein        | Duitsland        | 4.04,78 |
| Brons  | Anni Friesinger          | Duitsland        | 4.05,86 |
| 4      | Ljoedmila Prokasjeva     | Kazachstan       | 4.06,34 |
| 5      | Jennifer Rodriguez       | Verenigde Staten | 4.09,18 |
| 6      | Carla Zijlstra           | Nederland        | 4.10,63 |
| 7      | Tonny de Jong            | Nederland        | 4.10,77 |
| 8      | Noriko Munekata          | Japan            | 4.11,67 |
| 9      | Catherine Raney          | Verenigde Staten | 4.11,83 |
| 10     | Anette Tønsberg          | Noorwegen        | 4.12,92 |

## 5000 meter vrouwen
| #      | Schaatser                | Land       | Tijd    |
| ------ | ------------------------ | ---------- | ------- |
| Goud   | Gunda Niemann-Stirnemann | Duitsland  | 6.58,63 |
| Zilver | Claudia Pechstein        | Duitsland  | 7.02,95 |
| Brons  | Carla Zijlstra           | Nederland  | 7.08,94 |
| 4      | Ljoedmila Prokasjeva     | Kazachstan | 7.10,39 |
| 5      | Tonny de Jong            | Nederland  | 7.15,47 |
| 6      | Elena Belci-Dal Farra    | Italië     | 7.16,43 |
| 7      | Mie Uehara               | Japan      | 7.26,12 |
| 8      | Chiharu Nozaki           | Japan      | 7.27,85 |
| 9      | Barbara de Loor          | Nederland  | 7.33,33 |
| 10     | Nami Nemoto              | Japan      | 7.43,19 |

## Medaillespiegel
| Plaats | Land             | Goud | Zilver | Brons | Totaal |
| 1      | Duitsland        | 3    | 3      | 4     | 10     |
| 2      | Canada           | 2    | 3      | 1     | 6      |
| 3      | Nederland        | 2    | 3      | 1     | 6      |
| 4      | Japan            | 1    | 0      | 2     | 3      |
| 5      | Noorwegen        | 1    | 0      | 0     | 1      |
| 6      | Verenigde Staten | 1    | 0      | 0     | 1      |
| 7      | Rusland          | 0    | 1      | 0     | 1      |
| 8      | België           | 0    | 0      | 1     | 1      |
| 9      | Italië           | 0    | 0      | 1     | 1      |
| Totaal | Totaal           | 10   | 10     | 10    | 30     |